# Євроліга 2025—2026
Євроліга 2025—2026 — 26-й найпрестижніший клубний турнір з баскетболу серед чоловічих команд. Загалом 69-й турнір під егідою ФІБА Європа з моменту заснування Кубку європейських чемпіонів у 1958. Це перший турнір коли Turkish Airlines не є головним спонсором.
Починаючи з цього сезону, лігу розширено з 18 до 20 команд.
Лігу поповнив, переможець минулого сезону Єврокубку Хапоель (Тель-Авів). 7 травня 2025 року німецька команда Альба Берлін вирішила грати в Лізі чемпіонів з баскетболу, після 24 років участі в змаганнях Євроліги.
19 червня 2025 року було схвалено виділення довгострокових wild card наступним клубам з метою забезпечення довгострокової стійкості Євроліги та підтримки її стратегічного розширення до 20 команд:
- Трирічний wild card до сезону 2027–28: Црвена Звезда, Партизан, Віртус Болонья та Валенсія.
- П'ятирічний wild card до сезону 2029–30: Дубай

## Учасники
| Команда             | Місто           | Арена                                   | Місткість |
| ------------------- | --------------- | --------------------------------------- | --------- |
| Анадолу Ефес        | Стамбул         | Сінан Ердем Даум                        | 16,000    |
| АСВЕЛ               | Віллербанн      | Астробалле                              | 5,556     |
| Баварія Мюнхен      | Мюнхен          | Ауді Даум                               | 6,700     |
| Барселона           | Барселона       | Палац спорту Блауграна                  | 7,585     |
| Басконія            | Віторія-Гастейс | Фернандо-Буеса-Арена                    | 15,504    |
| Валенсія            | Валенсія        | Муніципальний павільйон Фуенте Сан Луїс | 9,000     |
| Віртус Болонья      | Болонья         | Віртус Сегафредо Арена                  | 9,980     |
| Віртус Болонья      | Болонья         | ПалаДозза                               | 5,570     |
| Дубай               | Берлін          | Coca-Cola Arena                         | 17,000    |
| Жальгіріс           | Каунас          | Жальгіріс-Арена                         | 15,415    |
| Маккабі Тель-Авів   | Тель-Авів       | Менора-Мівтахім Арена                   | 10,383    |
| Монако              | Фонв'єй         | Зал Гастон Медесін                      | 5,000     |
| Олімпіакос          | Пірей           | Стадіон Миру та Дружби                  | 12,300    |
| Олімпія Мілан       | Мілан           | Медіоланум Форум                        | 12,700    |
| Панатінаїкос        | Афіни           | Олімпійська крита зала                  | 18,989    |
| Париж               | Париж           | Аккор-Арена                             | 15,705    |
| Партизан            | Белград         | Штарк Арена                             | 20,094    |
| Реал Мадрид         | Мадрид          | WiZink Центр                            | 15,000    |
| Фенербахче          | Стамбул         | Улкер Спортс Арена                      | 13,059    |
| Хапоель (Тель-Авів) | Тель-Авів       | Менора-Мівтахім Арена                   | 10,383    |
| Црвена Звезда       | Белград         | Штарк Арена                             | 20,094    |

## Регулярний сезон

### Таблиця
| Поз | Команда             | І | В | П | ОЗ | ОП | РГ | Кваліфікація     |
| --- | ------------------- | - | - | - | -- | -- | -- | ---------------- |
| 1   | Анадолу Ефес        | 0 | 0 | 0 | 0  | 0  | 0  | Плей-оф          |
| 2   | Барселона           | 0 | 0 | 0 | 0  | 0  | 0  | Плей-оф          |
| 3   | Басконія            | 0 | 0 | 0 | 0  | 0  | 0  | Плей-оф          |
| 4   | Баварія Мюнхен      | 0 | 0 | 0 | 0  | 0  | 0  | Плей-оф          |
| 5   | Црвена Звезда       | 0 | 0 | 0 | 0  | 0  | 0  | Плей-оф          |
| 6   | Дубай               | 0 | 0 | 0 | 0  | 0  | 0  | Плей-оф          |
| 7   | Олімпія Мілан       | 0 | 0 | 0 | 0  | 0  | 0  | Попередній раунд |
| 8   | Фенербахче          | 0 | 0 | 0 | 0  | 0  | 0  | Попередній раунд |
| 9   | Хапоель (Тель-Авів) | 0 | 0 | 0 | 0  | 0  | 0  | Попередній раунд |
| 10  | АСВЕЛ               | 0 | 0 | 0 | 0  | 0  | 0  | Попередній раунд |
| 11  | Маккабі Тель-Авів   | 0 | 0 | 0 | 0  | 0  | 0  |                  |
| 12  | Монако              | 0 | 0 | 0 | 0  | 0  | 0  |                  |
| 13  | Олімпіакос          | 0 | 0 | 0 | 0  | 0  | 0  |                  |
| 14  | Панатінаїкос        | 0 | 0 | 0 | 0  | 0  | 0  |                  |
| 15  | Париж               | 0 | 0 | 0 | 0  | 0  | 0  |                  |
| 16  | Партизан            | 0 | 0 | 0 | 0  | 0  | 0  |                  |
| 17  | Реал Мадрид         | 0 | 0 | 0 | 0  | 0  | 0  |                  |
| 18  | Валенсія            | 0 | 0 | 0 | 0  | 0  | 0  |                  |
| 19  | Віртус Болонья      | 0 | 0 | 0 | 0  | 0  | 0  |                  |
| 20  | Жальгіріс           | 0 | 0 | 0 | 0  | 0  | 0  |                  |